# Pachycephala inornata
El silbador de Gilbert (Pachycephala inornata) es una especie de ave paseriforme de la familia Pachycephalidae.

## Distribución geográfica y hábitat
Es endémica del sur de Australia.